# Политехнический институт передовой науки
Политехнический институт передовой науки (фр. Institut Polytechnique des Sciences Avancées) — французский институт для подготовки инженеров в области аэрокосмической техники, расположенный в Иври-сюр-Сене, Лион, Марсель и Тулузе. 14 апреля 2010 года институт был признан Францией, а в 2011 году получил разрешение комиссии по инженерным квалификациям на выдачу инженерного диплома. С 1998 года институт является частью IONIS Education Group.